# 東大寺山古墳
東大寺山古墳（とうだいじやまこふん）は、奈良県天理市櫟本町にある古墳。形状は前方後円墳。出土品は国宝に指定されている。古墳時代前期中葉にあたる4世紀後半頃の築造とされ、副葬品の中には24文字を金象嵌で表し、西暦184年-188年にあたる「中平」年間の紀年銘を持つ鉄刀がある。

## 概要
天理市和邇（わに）から櫟本（いちのもと）にかけては、和邇氏族の拠点であり、関連一族が築造したと推定される古墳が平野部との比高差約70メートルの丘陵上に点在している。その一つが本古墳である。
この丘陵には奈良県では最大規模の弥生後期の高地性集落遺跡がある。東西約400メートル、南北300メートルの範囲内に竪穴建物があって、二重の空堀が巡り、空堀の構造は大阪府和泉市の観音寺山遺跡に共通している。本古墳は、この高地性集落と重複するようにして存在し、その遺跡の役割が終わって150～200年ほど後に築造されている。

## 規模・形状・埋葬施設
規模・形状は推定140メートルの前方後円墳で墳丘には円筒埴輪を巡らす。築造時期は4世紀後半ごろ。後円部の埋葬施設の主体部は、墳丘主軸に平行する木棺を覆った粘土槨があり、長さ推定9.4メートルの及ぶ大規模なもので、主要部分は盗掘を受けていた。

## 副葬品
粘土槨の東西に墓壙が掘られ、豊富な武器や武具が副葬されていた。その東側の墓壙（粘土槨）から「中平」の年号を持つ刀が出土した。鉄刀20本、鉄剣9本などの武器類のほか、玉類、腕輪形石製品、滑石製の壺などが出土している。
「中平」銘鉄刀を含む5本の装飾環頭付きの鉄刀（大刀）の環頭は、様々な意匠を表している。基本的には楽浪の石巌里（せきがんり）の古墳で出土しているような環の中に三葉形を入れた三葉環である。三葉環の鉄刀は、福岡市の若八幡宮古墳（4世紀）から出土している。
鉄刀の中には、家形の環頭（かんとう）をつけた刀もあり、奈良県河合町の佐味田宝塚古墳出土の家屋文鏡の鏡背に表された家屋と形体が類似している。

### 「中平」銘刀

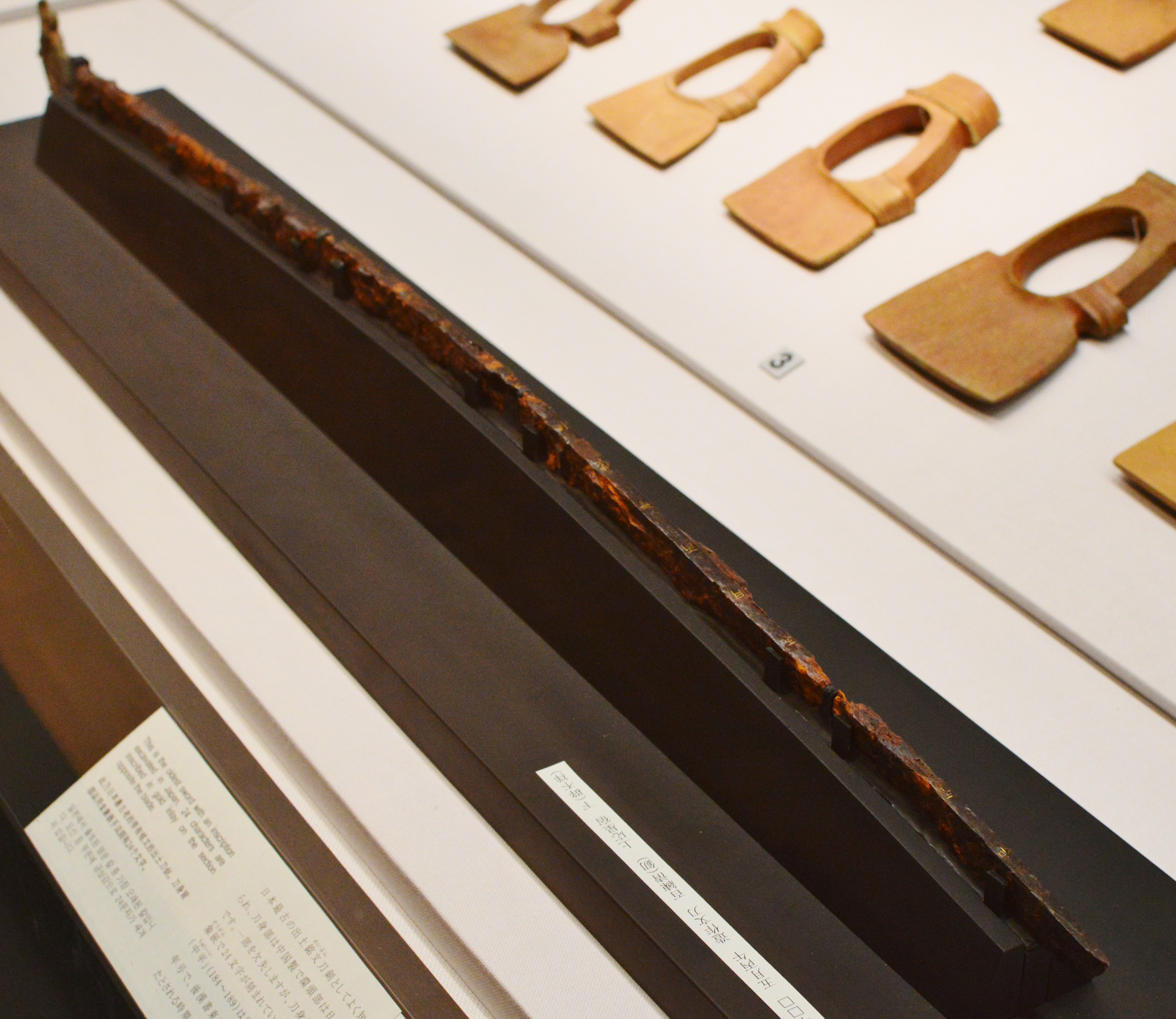
金錯銘花形飾環頭大刀先端部（画像下側）に「中平」銘（逆向き）。東京国立博物館展示。

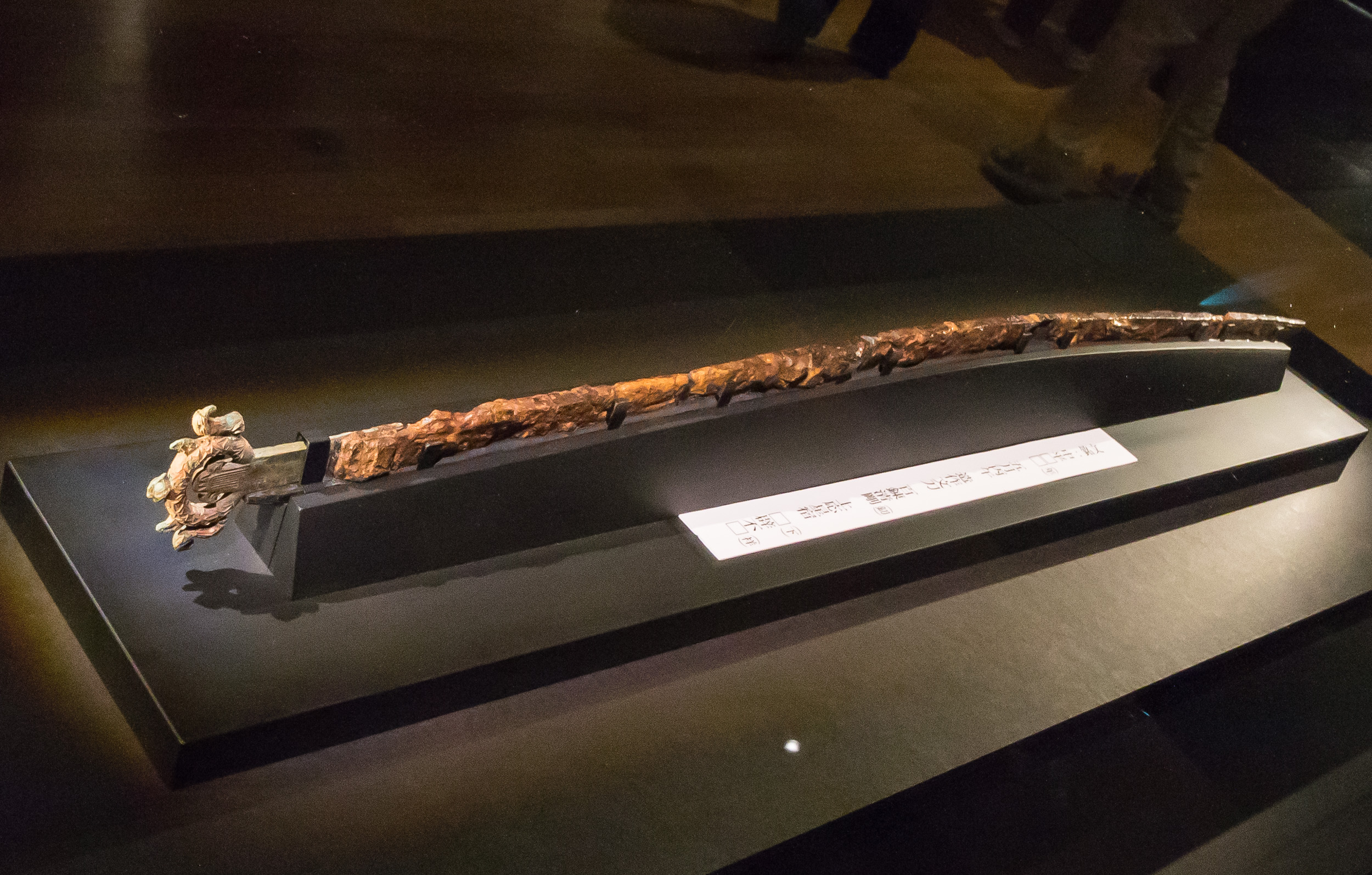

刀身の棟の部分に24文字を金象嵌で表した長さ110センチメートルの鉄刀1口が出土した。鉄刀の刀身の銘文は「吉祥句」を用い、

「中平□□（年）五月丙午造作文（支）刀百練清剛上応星宿□□□□（下避不祥）」

と記されていた。内容は「中平□年五月丙午の日、銘文を入れた刀を造った。よく鍛えられた刀であるから、天上では神の御意に叶い、下界では禍を避けることができる」という意味である。
中平とは後漢の霊帝の年号で、184～189年を指し、「倭国乱」（『魏志』倭人伝）「倭国大乱」（宋書）が終結した時期、2世紀の末である。中平銘紀年刀は「倭国乱」終結後、後漢王朝から下賜されたものであると考えられている。この鉄刀がいつどこで入手され、本古墳に副葬されたのかは分からない。しかし、この地の人たちが中国の後漢と通交があったのではなかろうかと考えることができる。
鉄刀に着けられていた環頭は鳥文飾りであり、刀身は内反りしていて、日本の前期古墳に特有の直刀とは違い、中平の年号が示すように中国（後漢）製である。中国製の刀身に日本で改造し、日本式の環頭を付したものと推定されている。

### 花形飾環頭大刀
棺外東側の被覆粘土中から出土した刀・槍郡の一振で、環頭飾り部分と鉄刀本体部分は別々に造られたものである。環頭部分は青銅の鋳造品で、環頭の外側に様々な装飾を施し、そのデザインは直弧文を刻んだ環の中に三葉文を置き、上端に花形飾りを付ける。その横に角形の突起を一対、鳥形の飾りを一対付ける。このような飾りの環頭大刀が三点出土しており、そのうちの1点が「中平」鉄刀である。

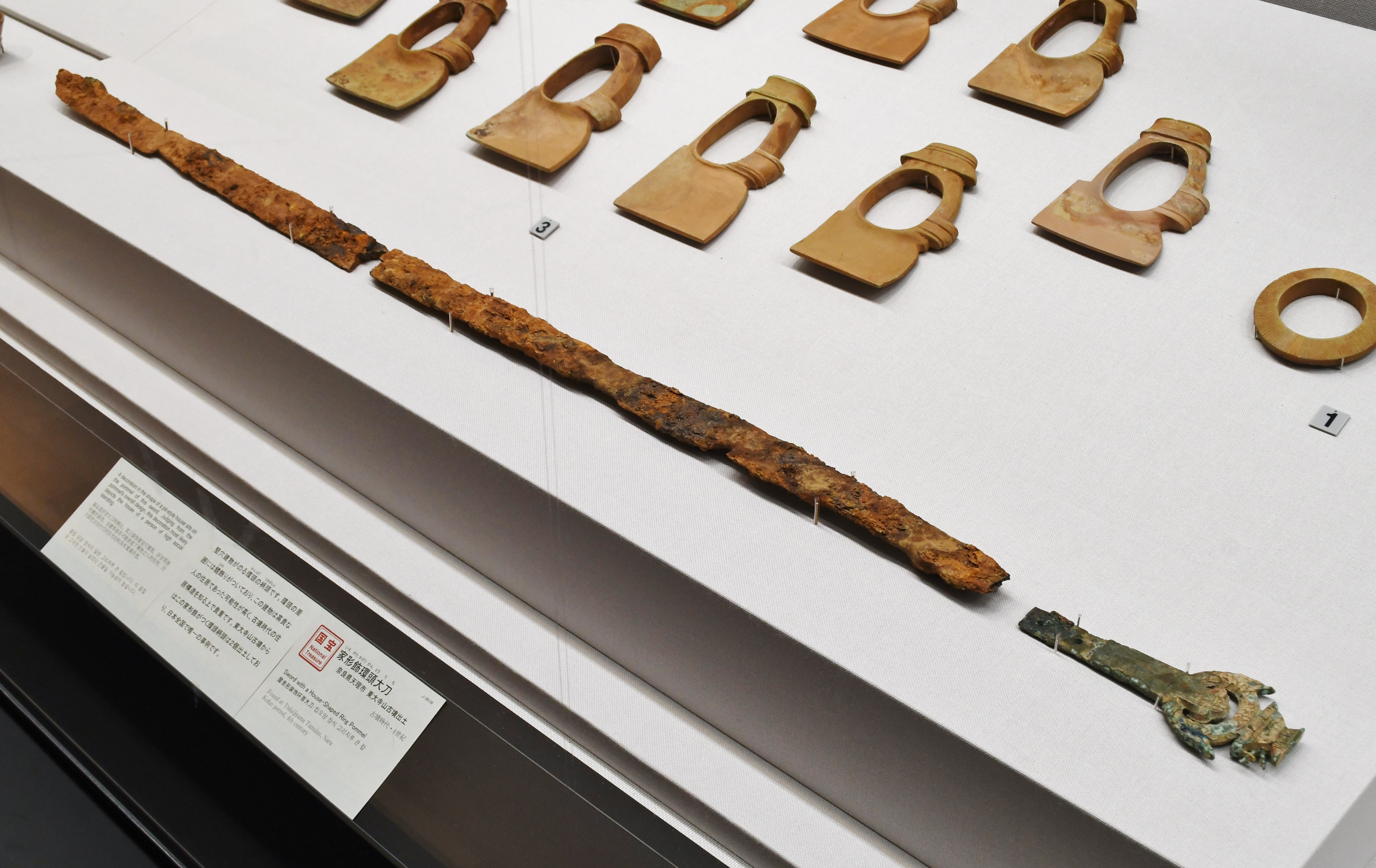
家形飾環頭大刀 東京国立博物館展示（他画像も同様）。
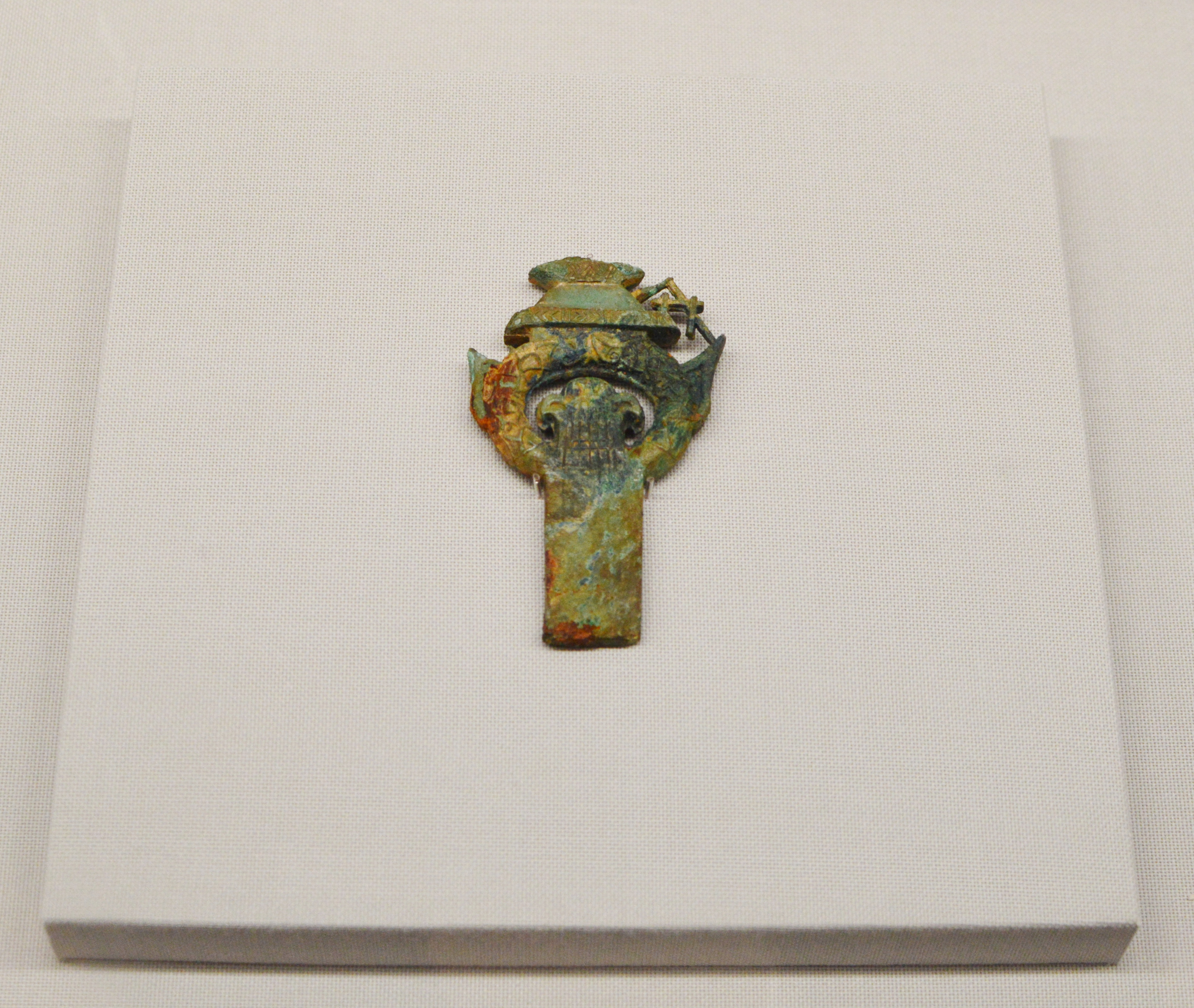
家形飾環頭柄頭
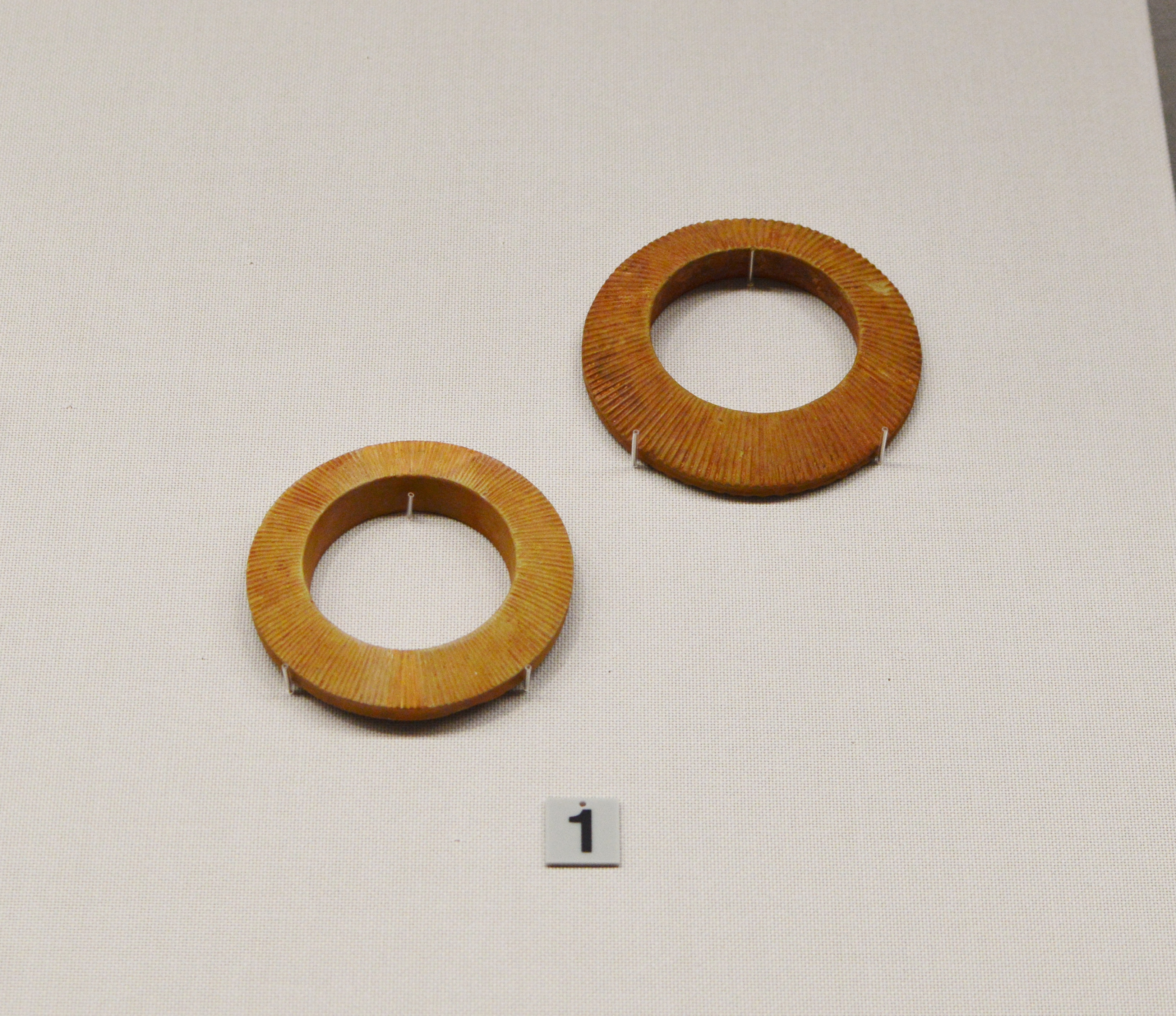
石釧
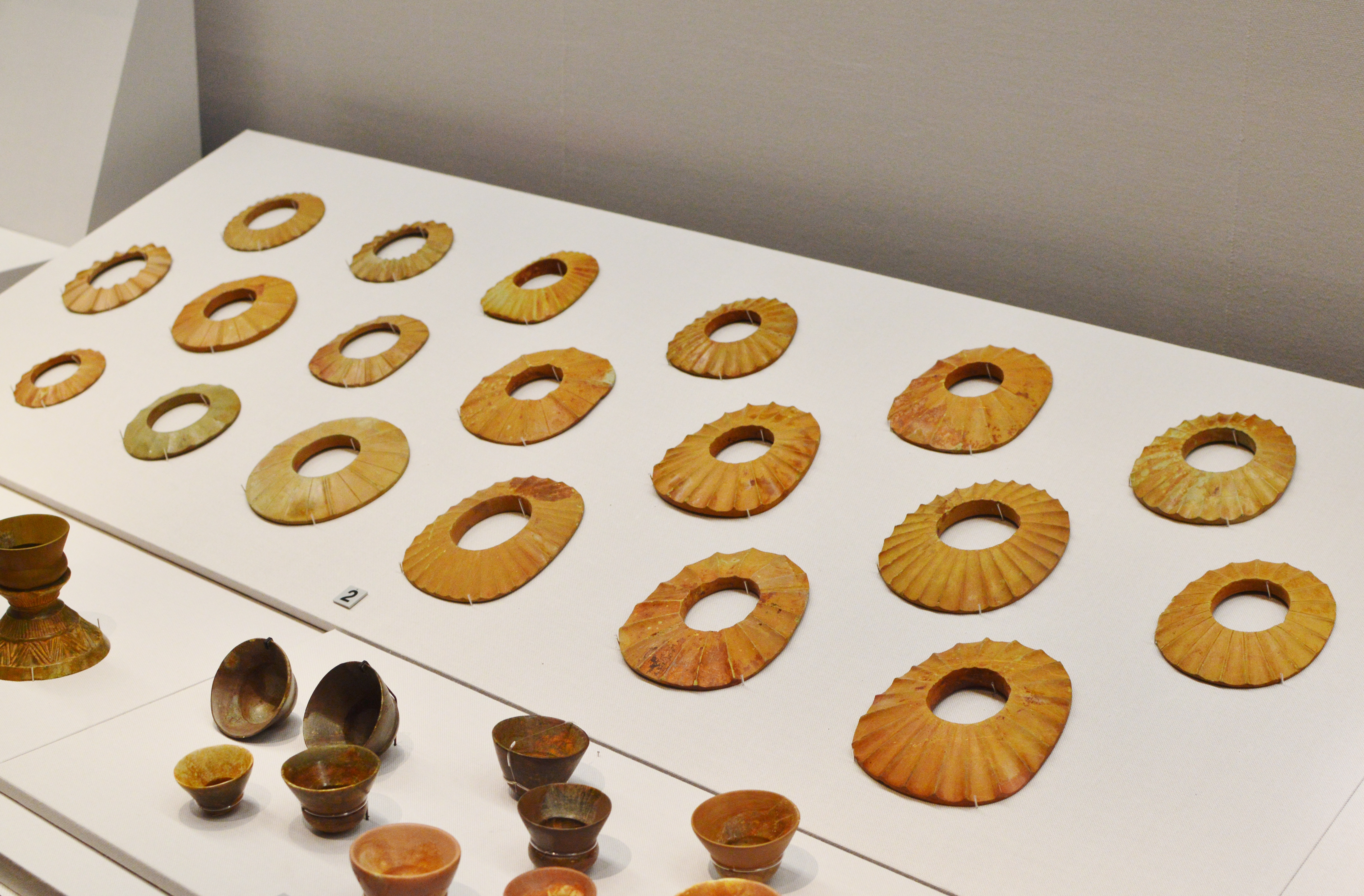
車輪石
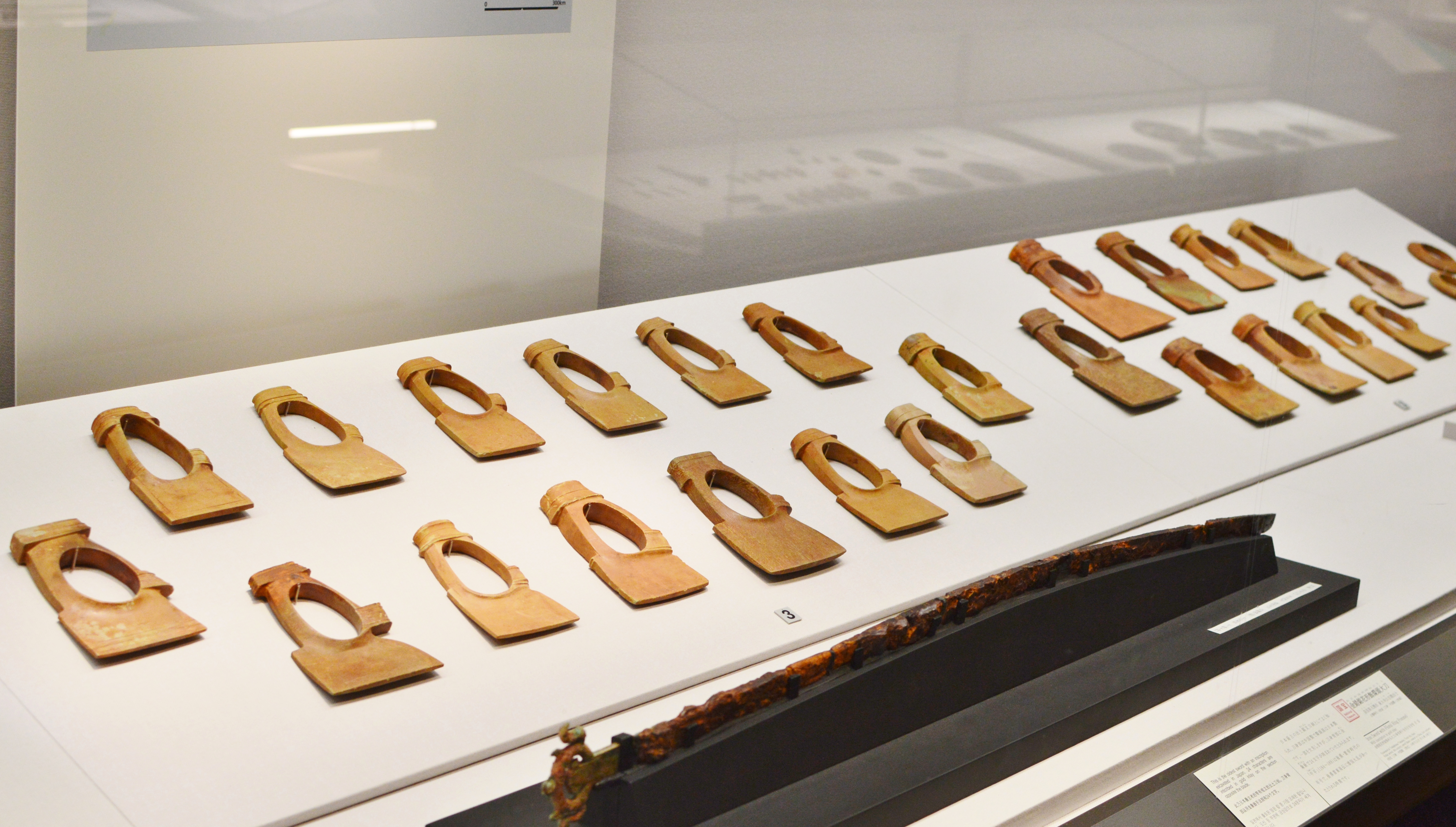
鍬形石
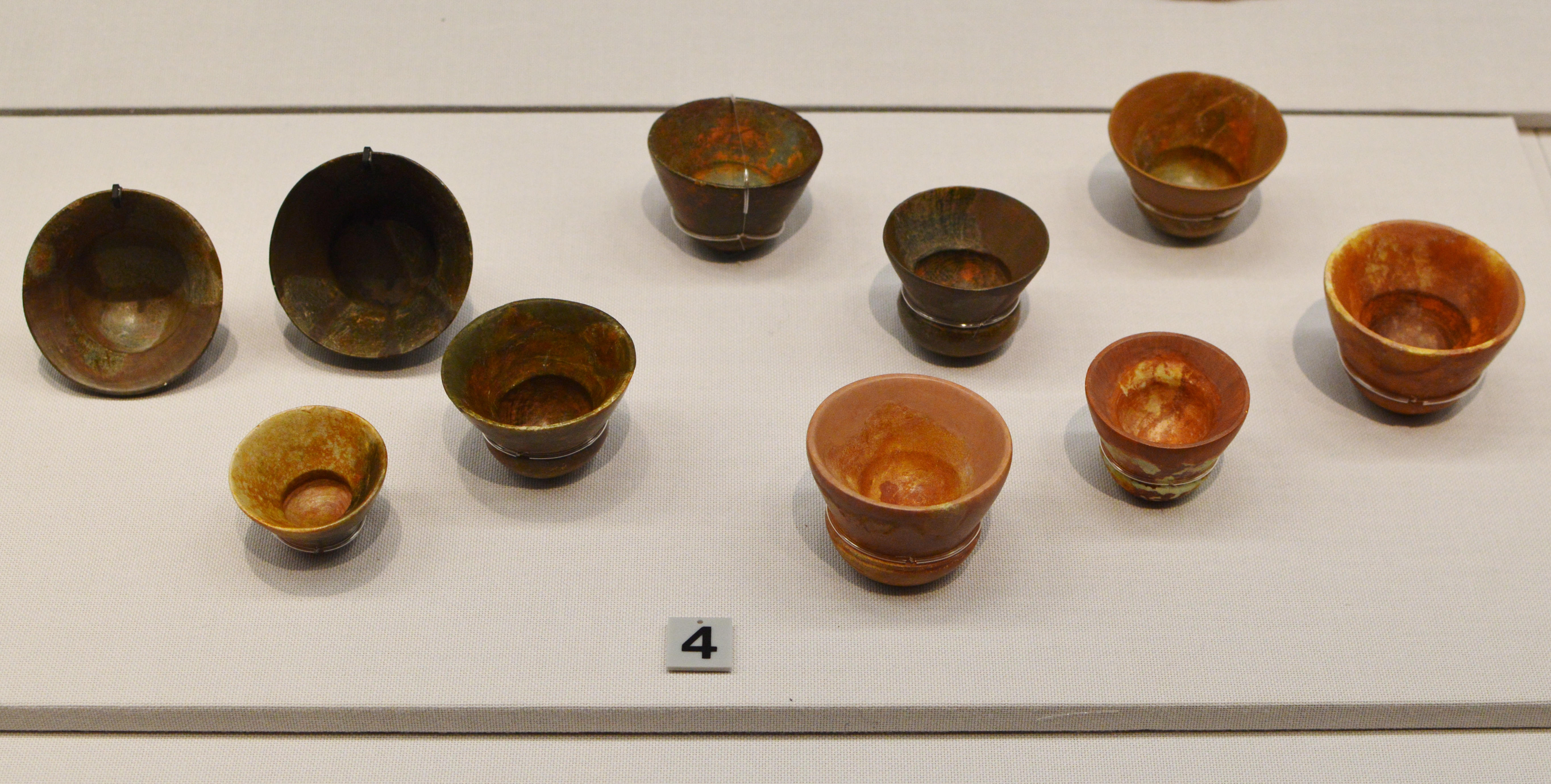
石製坩
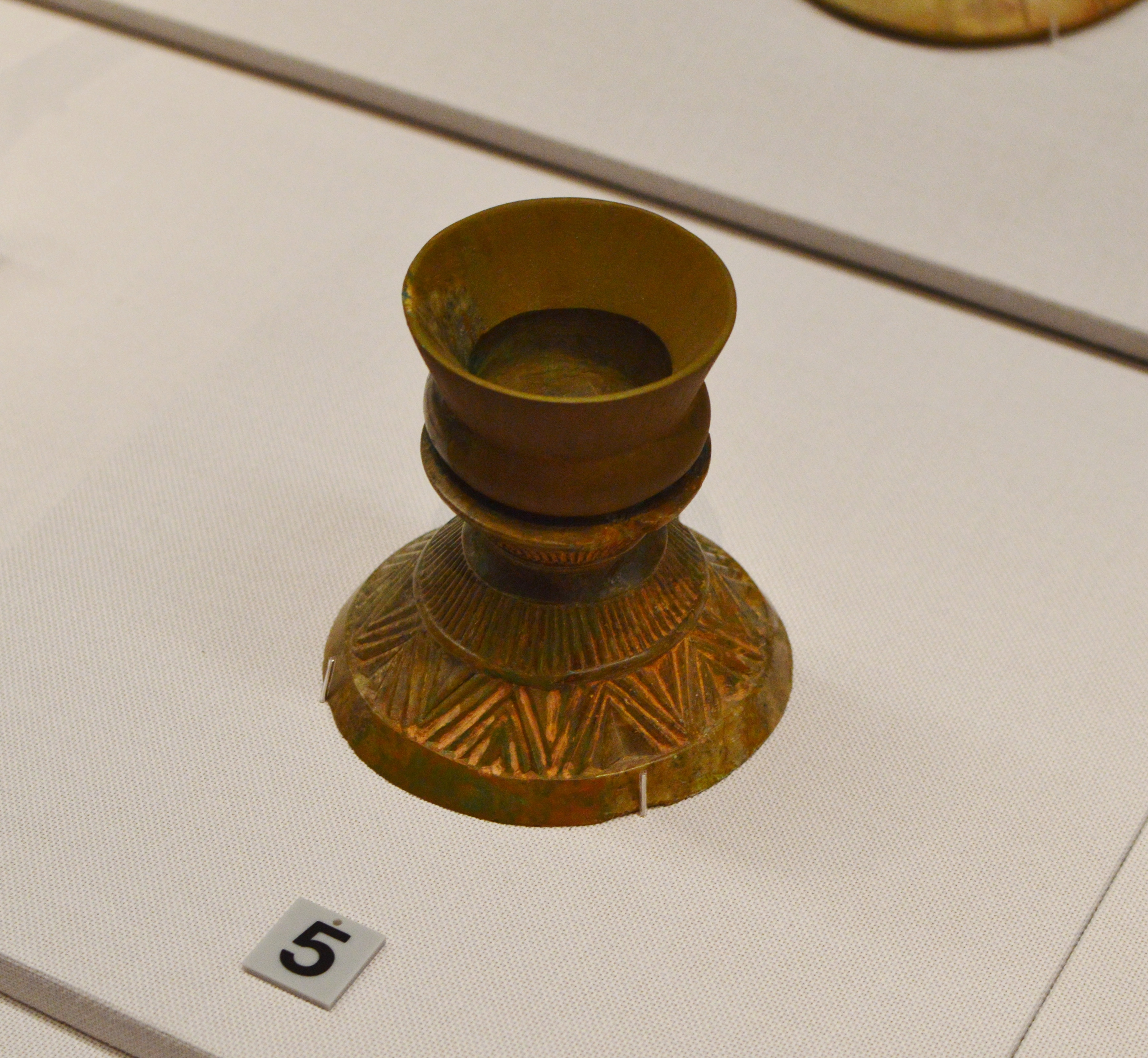
石製台付坩
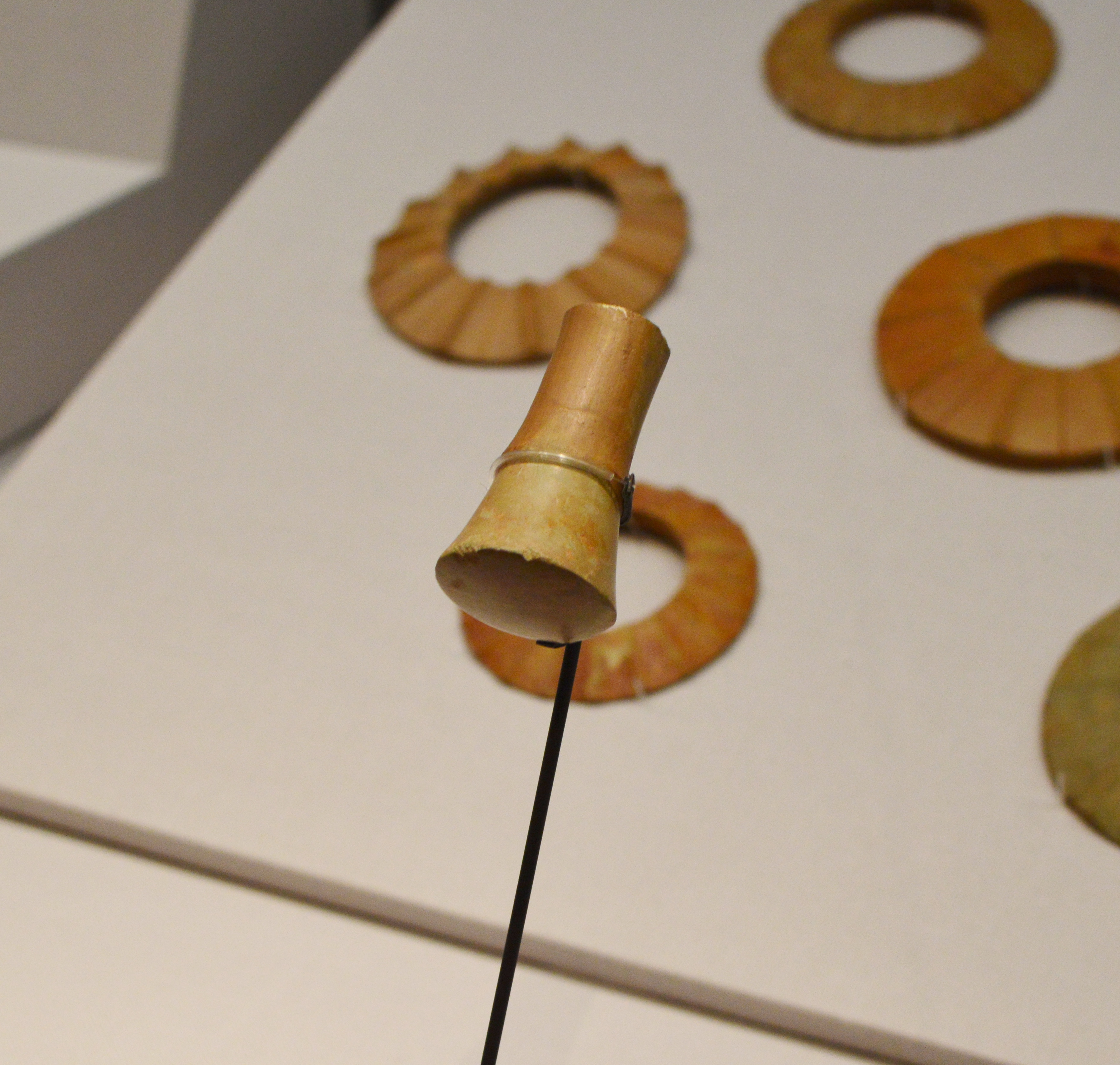
筒形石製品

## 文化財

### 国宝
- 奈良県東大寺山古墳出土品 一括（考古資料） - 東京国立博物館保管。1972年（昭和47年）5月30日に「大和東大寺山古墳出土品」として国の重要文化財に指定[4]、2017年（平成29年）9月15日に「奈良県東大寺山古墳出土品」として国宝に指定[5][6]。

国宝指定時の官報告示によれば、指定物件の内訳は以下のとおり。
- 金錯銘花形飾鐶頭大刀 1口 - 中平□□五月丙午の銘がある。
- 花形飾鐶頭大刀 2口
- 家形飾鐶頭大刀 2口
- 金属製品 249点
- 石製品 102点
- 玉 59点
- 有機質製品残欠 2点
- 附 銅鏃残欠 9点
- 附 石製品残欠 一括
- 附 埴輪残欠 4点

官報告示の国宝指定名称には、「金属製品」「石製品」等の明細が記載されていないが、「よみがえるヤマトの王墓 - 東大寺山古墳と謎の鉄刀 -」（東京国立博物館企画展、2011）（参照：）、「創立80周年記念特別展 よみがえるヤマトの王墓 - 東大寺山古墳と謎の鉄刀 -」（天理参考館企画展、2010）（参照：）の出品目録によれば、当古墳出土の金属製品、石製品等には以下のものが含まれる。
- 金属製品 - 青銅製環頭大刀、素環頭大刀、木製把頭大刀、鉄剣、鉄刀、鉄槍、鉄鏃、銅鏃、巴形銅器（7点）
- 石製品 - 筒形石製品（1点）、鍬形石、車輪石、石釧、坩形石製品、台付坩形石製品、鏃形石製品
- 玉 - 勾玉7点、管玉47点、棗玉5点
- 有機質製品 - 短甲・草摺
- 埴輪 - 円筒埴輪、靫形埴輪残片